# Henning Mandüvel
Henning Mandüvel († nach 1395) stammte aus dem in Stargard ansässigen mecklenburgischen Adelsgeschlecht der Manteuffel und war ein Anführer der Vitalienbrüder.

## Leben
Seine Tätigkeit als Hauptmann bzw. Kapitän von Seeräubern ist u. a. vor der finnischen Bucht nachweisbar. Er tritt häufig zusammen mit Arnd Stuke auf, z. B. bei der Besetzung Gotlands, und wird als einer der Anführer der Vitalienbrüder bezeichnet.
1392 bezeichnete ihn der Meister des Deutschordens zu Livland, Wennemar von Brüggenei, in seinem Schreiben an den Ordensprocurator von Rom, als einen der Anführer, der mit 1500 Mann gegen das Bistum Reval zieht. Weiter schreibt Wennemar von Brüggenei über die Vitalienbrüder: 

„Ihre Zahl vermehrt sich ununterbrochen. Denn sie sollen öffentlich bekannt gemacht haben, das alle Übelthäter, Flüchtlinge und Verbannte, sicher zu ihnen kommen könnten, um in ihren Städten, Schlössern und Orten sich niederzulassen.“

Gegen Ende des 14. Jahrhunderts, im Jahr 1395, segelte er mit einem Teil der Flotte in den finnischen Meerbusen und zog dort plündernd an bisher unbekannten Ufern und Küstenabschnitten entlang. Daraus entwickelte sich später einer ihrer Schlupfwinkel, der jedoch 1402 von der Hanse aufgerieben wurde.
Gemeinsam mit Arnd Stuke verwandelte er Visby in ein Piratennest, hinter dessen Stadtmauern sie sich in Sicherheit wähnten. Wie viele andere Piraten wurde auch Mandüvel von Rittern des Deutschen Ordens für seine Taten mit dem Tode am Strang bestraft.